# Epic (canción)
«Epic» es una canción de la banda estadounidense Faith No More. Es la canción más famosa y popular de la banda. Fue lanzada como sencillo el año 1990 presentando el tercer álbum de la banda The Real Thing, logrando gran éxito y alcanzando la posición número nueve en el hot 100.
El contenido de la canción es con respecto a la discriminación hacia los distintos géneros musicales y los fanáticos de estos, debido a esto convoca diferentes estilos, cómo el Rap, el Funk, Hard rock, Heavy metal y la música clásica (Con el alabado final, que incluso ganó premios, como mejor solo de piano según la revista Rolling Stone, entre otros); aunque lo dice en forma indirecta, y en forma difícil de comprender, pero Mike Patton afirmó esto, ya que a ellos le gustaba involucrar muchos estilos a sus canciones, debido a que cada uno de ellos era de diferentes estilos.
La canción fue posicionada en el lugar número 30 en el ranking de las 40 mejores canciones del metal de VH1, en el lugar 67 en la lista de los 100 mejores One-Hit Wonders hecha por la misma cadena televisiva, y en el lugar número 54 del ranking de las mejores canciones del Hard Rock, ranking también realizado por VH1.
La canción también tiene un video musical en el cual predominan imágenes surrealistas.
Este tema ha sido versionada por bandas como The Automatic, Atreyu y Love is All. También aparece en el videojuego musical Rock Band y en el videojuego de carreras Burnout Paradise.
- Datos: Q1964791